# Penicillium dravuni
Penicillium dravuni är en svampart som beskrevs av Janso 2005. Penicillium dravuni ingår i släktet Penicillium och familjen Trichocomaceae.   Inga underarter finns listade i Catalogue of Life.